# 永井敏己
永井 敏己（ながい としみ）は、日本のベーシスト、ソングライター、編曲家、音楽プロデューサー。1988年にVIENNAの一員としてデビュー。主にフレットレスベースを使用している。

## 来歴
パーシー・ジョーンズやジョン・ウェットンから影響を受ける。
アフレイタスというバンドで活動した後、藤村幸宏（GERARD）、塚本周成（アウター・リミッツ）、西田竜一（元ノヴェラ）により結成されたVIENNAに、西田の推薦によってデビュー・アルバムのレコーディング直前に加入。VIENNAは1988年5月にキングレコードからデビュー・アルバム『オーヴァーチュア＝序章 (Overture)』を発表し「プログレ・スーパー・グループ」と呼ばれ、これが永井のメジャー・デビューとなった。VIENNAのデビュー当時は通常ベース・フレットレスベースを使い分けていたが、1989年頃にはほぼフレットレスベースのみを演奏するようになった。
これまでに多くの日本人アーティストのレコーディングやツアーに参加。フレットレスベースの教則ビデオの作成、ベーススクールの開校、雑誌(ムック)へのベース講座の連載など、多岐に渡って活動している。
フェルナンデス、ズーム、ハートキーといった楽器メーカーがリリースしているベースの「使用アーティスト」の一人として紹介されている。その他、日本のギターメーカーであるP-PROJECTが、永井敏己モデルのベース（シグネチャモデル）を販売したことがある。

## ユニット
- VIENNA（メジャー・デビュー：1988年。プログレッシブ・ロックバンド）[1][11]
- DED CHAPLIN[1][11]
- GRAY[1]
- GERARD（プログレッシブ・ロック）[1][11]
- W.I.N.S（1992年、和田アキラらと結成）[1]
- TKY（山石敬之（ボーカル、キーボード）、長谷川浩二（ドラム））
- ExhiVision（プログレッシブ・ロック。難波弘之（キーボード）、和田アキラ（ギター）、長谷川浩二）[1][12]
- TOSHIMI PROJECT
- TOSHIMI SESSION[1]
- KORE-CHANz[1]
- POWER JOB（道下和彦（ギター）とのユニット）[13]
- THE ARAKURE（長谷川浩二、米川英之（ギター、ボーカル）とのユニット）
- extraAF（佐々木秀尚（ギター）、大菊勉（ドラム、ボーカル）とのユニット）

## 作品/アルバム

### Toshimi Project、ユニット
- POWER JOB / POWER JOB（2001年） [13]
- Con-Nect / 山石敬之 & 永井敏己（2002年）[5]
- 1st Gear / Toshimi Project（2011年）[5]
- SO / Toshimi Project（2012年）[5]
- THE ARAKURE（2020年4月8日）

### 在籍したバンドによるアルバム
参加が確認できるものは、便宜上ここに記した。出典は特記無き場合、公式サイトのディスコグラフィーを参照。
- Overture / VIENNA（1988年） - デビューアルバム。
- Step Into … / VIENNA（1988年）
- Progress / VIENNA（1989年）
- Unknown / VIENNA（1998年） - VIENNAが再編された後のアルバム。
- Irony of Fate / GERARD（1991年）
- Save Knight by The Night / GERARD（1994年）
- Music Is The World / KORE-CHANz（1994年）
- W.I.N.S / W.I.N.S（1995年）
- A Sound Lump / W.I.N.S（2008年）
- Ebb and Flow / TKY（2000年）
- Club Tokyo Bay / TKY（2000年）
- ExhiVision / ExhiVision（2004年）
- OVEREXPOSURE / ExhiVision（2007年）
- Beyond The Earthbound / ExhiVision（2008年）

### 教則ビデオ
- フレットベース縦横無尽（1992年）[14]

## その他
- 弟子にプログレッシブ・フュージョン・バンド「TRAFFIC INFORMATION」のベーシスト、永井健二郎がいる[15]。
- テレビ東京『タモリの音楽は世界だ』に、「KORE-CHANz」のメンバーとしてレギュラー出演していたことがある[1]。